# Мадам Гре
Жермен Емілі Кребс, або мадам Гре (фр. Germaine Emilie Krebs; 30 листопада 1903, Париж — 24 листопада 1993, Ла-Валетт-дю-Вар) — французька дизайнерка, яка створювала одяг «от кутюр» (з французької — «висока мода»). Вона відома своєю прихильністю до «живої сукні», тобто створення одягу без викрійок, безпосередньо на моделі.

## Навчання
Народилася 30 листопада 1903 року в Парижі в небагатій, але інтелігентній та родині. З дитинства мріяла бути балериною, скульптором або художницею. Вона вивчала живопис і скульптуру. Але батьки хотіли від дочки практичнішої професії.
У 1930 році поступила на роботу в Модний Будинок «Преме», який покинула через три місяці. Тут вона була ученицею і вчилась основам шиття, робила капелюшки. Вже у цьому році здобула популярність за драпіровані сукні з трикотажного полотна у стилі «неокласицизм».

## Перші власні Будинки моди
У 1932 році Жермен бере нове ім'я Алікс та відкриває салон «Alix Couture», а роком пізніше разом з компаньйонкою Жульєт Бартон — «Алікс Бартон». Фірма була розташована у трикімнатних апартаментах на вулиці Міроменіль. Ательє випускає спортивний одяг та капелюхи. Разом з Бартон вони успішно співпрацюють до 1934 року.
У 1934 році Алікс розробила чорну сукню на чорній ущільненій підкладці, яка була сфотографована і з'явилася в журналі «Vogue».
Після цього Жермен Кребс відкриває на Фобур-Сент-Оноре, 83, ательє Alix. Наступного року на її прохання фахівці по тканинах створюють унікальне джерсі з шовку — саме такий матеріал, на її думку, найкраще драпірується на моделях. У тому ж 1935 році вона шиє костюми для сюрреалістичної п'єси Жана Жироду «Троянської війни не буде», поставленої у Театрі Атене режисером Луї Жуве. Тоді ж вперше шиє вільне манто без швів, зі спеціально витканої для неї дуже широкої матерії (2,8 метра). Про Алікс починають говорити.
У 1936 році, після повернення з поїздки на Далекий Схід, вона робить парчеву сукню, яку називає «Храм Неба». Яванські костюми косого крою стали основним мотивом для сукні. Натхненна ідеєю Маріано Фортуни — сукнею-тунікою з плісированого шовку — Жермен відступає від традиційних форм, забуваючи про корсети і пишні спідниці.
У 1939 році Алікс отримує приз за найкращу колекцію високої моди на Універсальній виставці в Парижі. Але без видимої причини вона раптом продає свою вже відому марку, щоб все почати спочатку.

## Сімейне життя
У 1937 році Жермен Кребс виходить заміж за українського художника Сергія Черевкова. Той підписує свої полотна анаграмою Gres (від Serge). На той час йому було 38 років, їй — 34. Незабаром у пари народжується дочка Анна. Як пишуть біографи, Серж Черевков незабаром після народження дочки раптово залишає дружину і їде до Французької Полінезії, звідки не повертається назад. Його дружина тим часом бере собі нове ім'я — Мадам Гре і називає так свій модний будинок, створений в 1942 році — Gres Couture. Матеріально вона навіть підтримує свого чоловіка.
Особистість українського чоловіка Мадам є найбільшою загадкою в її житті. Про Сергія Анатолійовича Черевкова відомо вкрай мало. Народився в 1899 році. Закінчив художню школу в Києві. Відомі його 16 офортів еротичного змісту для книги французького лірика П'єра Луї «Афродіта. Давні звичаї». У 1931 році він приїхав у Париж, де в ці роки начебто оформляв книги, малював. Їде в Полінезію, звідки повертається в 1934 році з матеріалом для першої своєї виставки «Життя на Таїті». У 1947 році Серж Черевков проводить свою другу виставку «Таїті». Аж до 1970 року, коли його збиває машина на острові Таїті, про нього нічого не відомо.

## Опозиція проти окупантів під час війни
Почалася Друга Світова війна, і в 1940 році салон «Алікс» був закритий. Жермен Кребс залишилася без роботи і втекла з окупованого Парижа на південь Франції разом з чоловіком і донькою.
Залишившись без засобів до існування, вона вирішила все ж таки повернутися до Парижа і почати там нову справу. Будинок моделей вона назвала «Мадам Гре», запозичивши псевдонім у свого чоловіка. У 1942 році Алікс відкриває ательє. Їії колекції були зроблені з шовку і вовни, її улюблених матеріалів. Її сукні нагадували грецькі скульптури. Гре часто використовує асиметричні форми.
У липні 1941 року окупаційна влада ввела у Франції дозування продовольства і картки на тканину і одяг. Німці планували перевести всі модні будинки з Парижа до Відня і Берліна, а на той час їх було 92. З конфіскованих на французьких фабриках матеріалів окупанти змушували майстрів виконувати німецькі військові замовлення — шовк і нейлон йшли на військову форму і парашути. У квітні 1942 року для скорочення витрат матеріалів при виробництві одягу були прийняті такі заходи: обмежені довжина спідниць і ширина штанів, на пальто дозволялося витратити 4 метри тканини, на блузу — 1, були заборонені зайві деталі. Особливо погано справи йшли з взуттям, оскільки всі запаси шкіри були конфісковані для військових потреб. Взуття для цивільного населення виготовляли зі старих автомобільних покришок, мотузок, гуми, целофану та інших непридатних матеріалів. Багато майстерень освоїли в цей час виготовлення традиційного селянського французького взуття — дерев'яних сабо. Модниці носили взуття на дерев'яній або корковій підошві.
У цей період загальної економії матеріалів мода стає формою протесту окупантам. Модельєри намагаються використовувати для суконь якомога більше тканини, щоб менше дісталося німцям.
Мадам Гре брала активну участь в цьому русі: відмовлялася обслуговувати коханок німецьких офіцерів, на показі мод для німців продемонструвала сукні лише трьох кольорів — синього, червоного і білого — національних кольорів Франції. У 1943 році компанія «Мадам Гре» була закрита владою за перевищення ліміту тканини. Дизайнер вивісила великий триколірний прапор Франції на Будинку моди, і його закрили остаточно. Алікс довелося втікати в Піренеї, щоб уникнути арешту. У Париж вона повернулася тільки в 1945 році після звільнення Франції, і Будинок «Мадам Гре» був знову відкритий.
Після війни вона стала одним з моральних авторитетів нації, а у 1947 році модельєрка була нагороджена орденом Почесного легіона.
Мадам Гре відома також знаменитими тюрбанами, моду на які вона ввела під час війни. Це було справжнє спасіння для французьких модниць, коли не вистачало шампунів, мила і хороших перукарів.
На відміну від Мадам Гре Коко Шанель, згідно з архівними матеріалами (їх опублікував історик Хел Воган в книзі «У ліжку з ворогом: таємна війна Коко Шанель»), розповідала нацистам інсайдерську інформацію з Франції та офіційно значилася в німецькій розвідці. На рахунку Шанель більше десятка успішно виконаних шпигунських завдань. В результаті вона була посаджена у в'язницю і випущена лише на наполегливе прохання Черчилля, але з однією обов'язковою умовою — назавжди залишити Францію. Повернулася на батьківщину вона лише в 1954 році, в 71-річному віці.

## Найуспішніші роки
З 1945 року Будинок моди мадам Гре потрапляє на вершину успіху. Але у повоєнні роки фешенебельний світ опанував Крістіан Діор і епоха New Look. У моду повертається все, що заперечувала і проти чого виступала Гре — пишні спідниці і корсети. Але навіть незважаючи на суперника, її модний будинок стає одним з найбільших і затребуваних в Парижі, він мав 180 співробітників і сім робочих лабораторій.
У 1956 році Фонд Форда обрав її з усіх паризьких кутюр'є для поїздки в Індію з метою вивчення можливості адаптації місцевих технологій ткацтва до європейського ринку. Там вона зіткнулася з рідкісними екзотичними ароматами, що послужило поштовхом до створення власних парфумів. До того ж Жермен вивчила індійську ткацьку технологію, використавши її в деяких роботах.
До того часу Будинки моди стали створювати власну парфумерну продукцію, яка приносила чималі гроші. Так в 1959 році з'явився «Cabochard» зі шкіряно-шипровою ароматичною гамою. Однак це були не перші парфуми мадам Гре. Спочатку був випущений аромат «Chouda», який створив Гі Робер (Guy Robert). Саме йому Мадам розповіла про водний гіацинт з Індії. Робер зробив кілька варіантів парфумів, з яких вона вибрала один аромат — він був легким, хоча на той час в моді були сильні шипрові ноти. В цей же час в іншій лабораторії Бернар Шант створив для неї ще одні парфуми, які більше відповідали тенденціям моди. Саме вони і були випущені в світ під ім'ям «Cabochard». «Chouda» було випущено всього п'ять літрів. Популярність «Cabochard» була настільки велика, що кожного року їх виробництво збільшувалося вдвічі. У 1965 році вийшов чоловічий аромат «Grès pour Homme», потім з'явилися «Quiproquo» (1976 р.), «Eau de Cologne Grès» і «Eau de Grès» (1980 р.), «Alix Grès» (1981 р.), «Grès Monsieur» (1982 р.).
Кошти, отримані від продажу парфумерії, допомагали утримувати Парфумерний будинок до 1981 року, коли він був закритий. У 1988 р. японська фірма «Yagi Tsusho» купує його ім'я, а мадам Гре йде від справ.

## Створення одягу pret-a-porter
У 1960-х роках світ моди накрила хвиля pret-a-porter. Відомі будинки один за одним почали випускати готовий одяг масового виробництва, що стало величезною перепоною для мадам Гре. Її вбрання виготовлялося унікальною технікою і виключно вручну, а верстати не могли добитися подібного результату. Саме в цей момент кутюр'є створює сенсаційну серію оригінальних етнічних моделей, які, на відміну від «грецьких» суконь 30-х років, не облягали тіло, а вільно спадали і струмували вздовж нього.
У 1966 році відомий фотограф Річард Аведон зробив фотосесію з Барброю Стрейзанд для журналу «Vogue», де вона з'явилася в пончо і східних туніках від мадам Гре. Для «Baby» Джейн Холцер, моделі і однієї з «factory girls» Енді Уорхола, кутюр'є придумала сукню з шовкового сатину кольору іржі з незвичайною проймою.
Володарка безлічі нагород і титулів, у 1974 році вона була обрана президентом Синдикату Високої моди і зберігала цей статус впродовж 14 років. У 1976 році вона стала першою, хто отримав нагороду D d'Or de la Haute Couture — «Золотий наперсток високої моди». У 1976 році була запущена лінія одягу «Grès Boutique». У 1980 році її назвали «Найбільш елегантною жінкою в світі» і вона стала кавалером ордена Почесного Легіону.

## Останні роки забуття
Колеги-кутюр'є ставилися до праці мадам Гре з повагою. Вона зуміла домогтися успіху, будучи мовчазною, скромною, наївною і відданою. Але останнє згубило її модний будинок, який пережив війну, безгрошів'я і постійну конкуренцію.
У 1982 році парфумерне виробництво було продано, а всі кошти мадам Гре вклала в лінію «Haute Couture».
У 1984 році мадам була змушена продати свій Будинок дуже популярному тоді бізнесмену Бернару Тапі, який через три роки згорнув проєкт. Тапі продав компанію дизайнеру Жаку Естрелья. Дім Gres виключили з Синдикату Високої моди через проблеми з податками. У 1987 році Модний будинок Gres на 1, Rue de la Paix остаточно закрили. «Вони розбили меблі і дерев'яні манекени сокирами. Тканини та сукні склали в сміттєві мішки і викинули на смітник. В один момент Будинок спорожнів», — розповідала донька Мадам Гре.
Дочка відвезла матір на південь Франції і помістила в клініку для престарілих неподалік від Ля-Колль-сюр-Лу в Провансі. У 1993 році — за шість днів до свого дев'яносторіччя — Жермен Емілі Кребс померла. Офіційно це стало відомо тільки через рік: дочка приховала смерть матері, вважаючи, що її колеги не гідні дізнатися про кончину мадам Гре.
Офіційно про смерть було оголошено в грудні 1994 року.

## Технології створення одягу
Мадам Гре все життя прагнула створити «ідеальну сукню». Їі клієнтками були Грейс Келлі, Барбра Стрейзанд, Жаклін Кеннеді, Грета Гарбо, Вів'єн Лі, Марлен Дітріх, Едіт Піаф.
Мадам Гре завоювала місце серед великих модельєрів завдяки своєму мистецтву закрійниці. Вона кроїла без викройок, маючи під руками лише тканину. Алікс ніколи не вживала затискачів, а тільки стежила як лягає тканина. Вона хотіла добитися, щоб тканина поєднувала властивості драпу і мусліну, і придумала нову тканину — джерсі з шовку.
Принцип її роботи полягав у створенні сукні зі шматків тканини шляхом закладання шпильками дрібних складок прямо на моделі. Це дозволяло досягати повного повторення фігури. На сукні йшло не по одному десятку метрів тканини. Також мадам Гре не визнавала креслень на папері. Іноді на виготовлення однієї сукні йшло до трьохсот годин роботи. Її улюблена клієнтка Марлен Дітріх могла по вісім годин стояти перед кравчинями під час примірки, курячи сигарету за сигаретою і скрупульозно вникаючи в деталі майбутнього фасону.
Її вважали майстром класичного стилю. Улюбленими тканинами модельєра були джерсі, шерсть і шовк. Вона драпірували їх, перетворюючи свої моделі на подобу давньогрецьких статуй. Силует суконь ґрунтувався на повному переосмисленні методів пошиття одягу. Протягом багатьох років форма сукні була приблизно однаковою: зверху ліф, часто з корсетом, знизу — спідниця.
Її колекції сильно відрізнялися від представленого на той час одягу інших, не менш легендарних модельєрів.
Мадам Гре, незважаючи на новітні технології, швейні машинки, дуже жадібно ставилася до своїх тканинних «скульптур» і не дозволяла нікому по-своєму «ліпити» їх.
Сучасники називали мадам Гре сфінксом — левом з жіночою головою і крилами орла. Зараз вбрання майстра моди знаходяться в музейних колекціях.

## Ретроспектива робіт мадам Гре
У 1994 році її роботи були виставлені в музеї Метрополітен в Нью-Йорку.
У музеї Бурдель, в Парижі, з 25 травня по 24 липня 2011 року відбулась ретроспектива одягу Мадам Гре. Експозиція на деякий час переїхала з музею Моди в Парижі, який закрився на реконструкцію до 2012 року. На виставці було представлено 80 кутюрних суконь, створених дизайнеркою з 1934 року до останньої розробки на замовлення Юбера де Живанши в 1989 році, близько 100 ескізів нарядів і 50 знімків відомих фотографів Річарда Аведона і Гі Бурдена. Серед експонатів — знамените шовкове драпе 1939 року, спеціально відновлене і сфотографоване в 1953 році як еталон, а також не менш популярна чорна сукня-труба.
Виставка починається в залі скульптур Бурделя, де представлено одну зі скульптурних суконь мадам Гре. У 10 залах музею були представлені всі найкращі роботи Гре, включаючи її лінію «ready-to-wear», яку дизайнер запустила однією з останніх кутюр'є і називала таку масовість «проституцією», прикраси Гре для Cartier.